# ATP Challenger Anning
Das ATP Challenger Anning (offizieller Name: Kunming Open) war ein Tennisturnier in Anning, Volksrepublik China, das zwischen 2012 und 2019 ausgetragen wurde. Es war Teil der ATP Challenger Tour und wurde im Freien auf Sandplatz ausgetragen.

## Liste der Sieger

### Einzel
| Jahr | Sieger               | Finalgegner          | Ergebnis       |
| ---- | -------------------- | -------------------- | -------------- |
| 2019 | Jay Clarke           | Prajnesh Gunneswaran | 6:4, 6:3       |
| 2018 | Prajnesh Gunneswaran | Mohamed Safwat       | 5:7, 6:3, 6:1  |
| 2017 | Janko Tipsarević     | Quentin Halys        | 6:75, 6:3, 6:4 |
| 2016 | Jordan Thompson      | Mathias Bourgue      | 6:3, 6:2       |
| 2015 | Franko Škugor        | Gavin Van Peperzeel  | 7:5, 6:2       |
| 2014 | Alex Bolt            | Nikola Mektić        | 6:2, 7:5       |
| 2013 | Márton Fucsovics     | James Ward           | 7:5, 3:6, 6:3  |
| 2012 | Grega Žemlja         | Aljaž Bedene         | 1:6, 7:5, 6:3  |

### Doppel
| Jahr | Sieger                                | Finalgegner                             | Ergebnis           |
| ---- | ------------------------------------- | --------------------------------------- | ------------------ |
| 2019 | Max Purcell Luke Saville              | David Pel Hans Podlipnik-Castillo       | 4:6, 7:5, [10:5]   |
| 2018 | Aljaksandr Bury Lloyd Harris          | Gong Maoxin Zhang Ze                    | 6:3, 6:4           |
| 2017 | Dino Marcan (2) Sam Weissborn         | Steven De Waard Blaž Kavčič             | 5:7, 6:3, [10:7]   |
| 2016 | Bai Yan (2) Riccardo Ghedin           | Denys Moltschanow Alexander Nedowessow  | 4:6, 6:3, [10:6]   |
| 2015 | Bai Yan (1) Wu Di                     | Karunuday Singh Andrew Whittington      | 6:3, 6:4           |
| 2014 | Alex Bolt Andrew Whittington          | Daniel Cox Gong Maoxin                  | 6:4, 6:3           |
| 2013 | Wiktor Baluda Dino Marcan (1)         | Sam Groth John-Patrick Smith            | 6:75, 6:4, [10:7]  |
| 2012 | Sanchai Ratiwatana Sonchat Ratiwatana | Ruan Roelofse Kittipong Wachiramanowong | 4:6, 7:61, [13:11] |